# 사진술

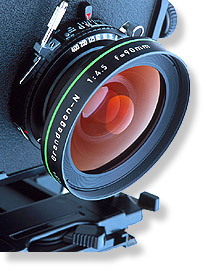
대형 카메라에 렌즈가 장착되어 있는 모습

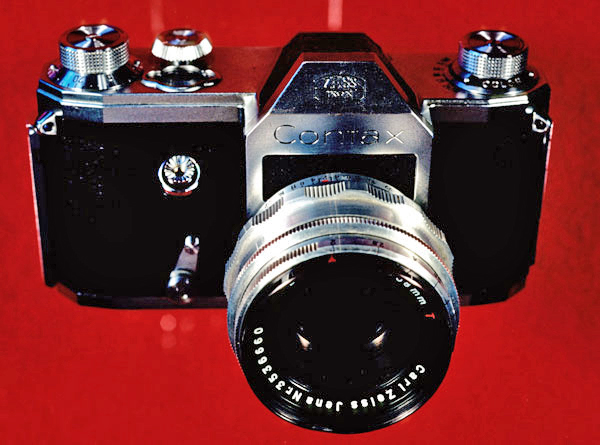
1949년 출시된 콘탁스 — 최초의 펜타프리즘 SLR이다.

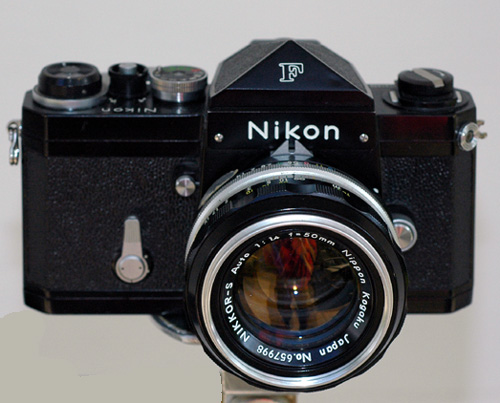
1959년 출시된 니콘 F — 최초의 35 mm 필름 카메라 시스템이다.

사진술(寫眞術, 영어: photography)은 필름이나 고체 촬상 소자와 같은 빛에 민감한 매개체 위에 빛을 잡는 수단으로 상을 기록하는 과정이다.
영어인 "photography"란 단어는 그리스어에서 유래하였다. "빛"이란 뜻의 단어인 'φώς'(phos) 에, "펜"이나 "붓"을 뜻하는 'γραφίς'(graphis) 또는 "선으로 이루어진 상(像)" 이나 "그림"을 뜻하는 'γραφή'(graphê), 이 두 가지가 합쳐저 "빛으로 그린 그림."이란 뜻을 이룬다.
한국어인 "사진술"이란 단어는 "photography"가 사물의 형태를 사생(寫生)한다는 의미와 사실 그대로를 베껴낸다는 의미로 '사진(寫眞)'이라고 전달되어, '사진술','사진'이라는 용어로 정착되었다.

## 기본 과정
카메라 또는 어둠 상자는 어떠한 '빛의 형상'을 형성하는 장치이며, 사진 필름이나 이미지 센서가 이 '상'을 감지하고, 이를 필름 자체나 메모리카드 등의 저장 매체에 기록하게 된다.
사진사는 카메라와 렌즈를 조절하여 빛을 필름 등의 감지 장치에 노출시킨다. 이때 적절한 양의 빛을 노출시켜야 감지 장치가 빛을 일종의 '상'이나 '이미지 파일'로 기록 또는 저장한 후, 적절한 사진을 얻을 수 있다. 기존의 카메라가 필름에 빛을 노출, 화학 반응을 일으켜 필름에 상을 남기는 반면, 디지털 카메라는 CCD나 CMOS가 필름의 역할을 대신하여 빛을 전자적 신호로 감지한 후 파일로 저장한다.
거의 모든 카메라에서 선명하고 잘 된 사진을 만들기 위해서는 적절한 노출이 이루어져야 한다. 이를 위해서는 몇가지 작업이 수동이나 자동으로 이루어져야 하는데, 이 작업들이 모두 항상 필요한 것은 아니며 아래의 내용에 한정되어 있지도 않다.
- 초점 맞추기 - 나타내고자 하는 물체를 선명하게 하기 위해서 원하는 곳에 초점을 맞춘다.
- 조리개 - 흔히 f 값이라고 하며, 조리개의 크기를 조절하여 들어오는 빛의 양을 조절한다. 또한 조리개는 피사계 심도를 조절하는 역할을 하는데, 이는 사진에 찍히는 공간(피사계)에서 어느 정도까지를 선명하게 나타낼 것인지(심도)를 조절한다는 것이다. 가령 큰 f값, 즉 조리개의 구멍을 작게 하면 공간의 대부분이 선명하게 나오지만, 작은 f값, 즉 조리개의 구멍을 크게 하면 공간의 일부분만이 선명하게 나온다.
- 셔터 속도 - 필름 등의 기록 매체에 빛이 노출되는 시간을 조절한다. 가령 셔터 속도를 '빠르게' 할 경우, 필름에 노출되는(닿는) 빛의 양이 줄어들며, 물체의 순간적인 모습에 대한 빛만이 기록되게 된다.
- 화이트 밸런스 - 디지털 카메라에서 카메라가 적절한 색온도를 위해 표준적인 주광 밸런스에서 벗어나는 광원을 보정하여 사진을 자연스럽게 하는 작업이다. 필름을 사용하는 카메라의 경우에는 필름의 종류를 선택함으로써 색온도를 조절할 수 있다.
- 측광 - 노출값을 측정하여 사진사는 원하는 대로 명암을 조절할 수 있다. 많은 현대식 카메라가 자동으로 노출값을 측정한다. 그러나 자동 측광 이전에 사진사는 다양한 측광 장비를 이용하거나 자신의 경험과 지식을 이용해 조절을 해야 올바른 노출값 측정이 가능하다. 측광은 필름이나 센서의 감도에 따라 다르게 계산된다.
- 필름 속도 - 필름 카메라에게 장착된 필름의 감도를 알려주던 방법은 디지털 카메라에서도 사용되고 있다. 즉, 자동 노출이 이루어지는 과정을 조절하기 위해 이미지 센서의 감도를 입력하는 것이다. 필름 감도와 조리개값, 셔터 속도의 적절한 조합을 통해 너무 밝거나 어둡지 않고 '원하는' 정도의 사진을 얻을 수 있다.
- 자동 초점 - 어떤 카메라에서는 특정 부분을 지목해서 그곳에 자동으로 초점을 맞출 수 있다. 많은 일안 반사식 카메라(SLR)들은 다중 자동 초점 방식을 사용한다.

이 외에도 많은 장비나 요소들이 사진의 질과 아름다움에 영향을 준다.
- 렌즈의 초점 거리나 렌즈 종류 (망원 렌즈, 접사 렌즈, 광각 렌즈, 어안 렌즈, 줌렌즈)
- 보통 렌즈의 앞이나 뒤에 장착하는 각종 필터
- 빛의 기록 물질. 예를 들면, 사진의 해상도는 필름에 쓰이는 염화은의 결정이나 픽셀레이트에 따라 달라진다.

사진술은 결과물, 즉 사진을 만들어내는 것으로 끝난다.
- 필름의 현상 - 전통적인 필름 사진의 경우, 촬영이 끝난 필름을 각종 화학 약품을 이용하여 현상한다. 이를 통해 필름에서 감광되어 있던 염화은이 화학 반응을 거쳐 상을 형성한다.
- 암실 작업 - 암실에서의 작업을 통해 필름에 맺힌 상을 감광제가 발라진 종이에 인화한다. 이 과정에서 인화지에 비추는 빛의 양을 조절하여 원하는 모습의 사진을 얻을 수 있다.
- 디지털 이미징 - 디지털 카메라의 경우, 저장된 파일을 포토샵과 같은 컴퓨터의 이미지 편집 프로그램을 통하여 편집한다. 편집된 사진은 프린터를 이용해 종이에 프린트할 수도 있으며, 컴퓨터 파일 상태로 인터넷의 블로그 등을 통하여 일종의 갤러리를 만들 수도 있다.

## 역사

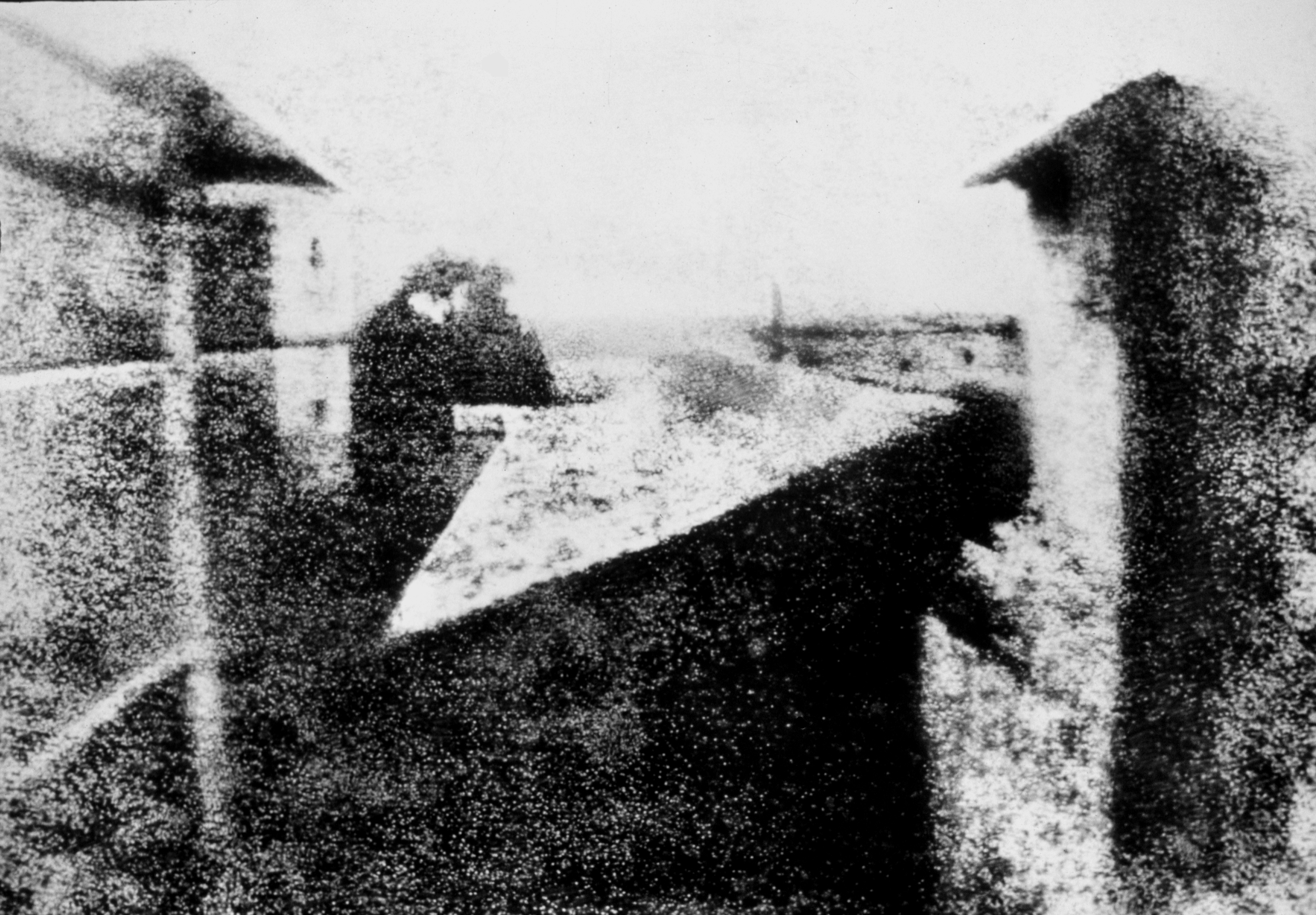
그라에 있는 니엡스의 집 창밖 풍경. 니엡스가 1826년경 만들어낸 사진 이미지(헬리오그래피)로, 최초의 사진으로 흔히 알려져 있다. 노출시간이 8시간이었기 때문에, 해가 하늘을 가로질러서 안뜰 양쪽을 비추고 있다.

사진술에 대한 생각은 매우 오래전부터 있었다. 아리스토텔레스 시대에는 작은 구멍을 통과한 광선이 상을 맺을 수 있다는 사실이 알려져 있었다(바늘구멍 사진기). 10세기의 아라비아 학자였던 알하젠(Alhazen)은 그 현상을 상세히 설명하였고 카메라 옵스큐라에 대해서도 언급하였다. 레오나르도 다 빈치는 카메라 옵스큐라(컴컴한 방)에 대해 언급했었다. 르네상스 시대에 이르러 바늘구멍 사진기의 구멍에 렌즈를 만들어 넣게 되었으며, 화가에게 그림판 위에 투사된 이미지를 따라 그릴 수 있게 해주는 그림용 도구도 되었다. 그 예로 카메라 초점면에 우유빛 유리관이 있어 밖에서 그림을 보게 된 것을 카메라 루시다(Camera Lucida, 투명한 방)가 있었다. 1807년에는 윌리엄 하이드 울러스턴(William Hyde Wollaston)이 카메라 루시다의 특허를 획득하였다.
17세기경부터 유럽에 카메라 옵스큐라(Camera Obscura), 어두운 상자로 불리는 암실이나 휴대용으로 만들어진 텐트(tent)가 유행하였다. 렌즈를 통한 선명한 상(像)을 카메라 옵스큐라의 내부에서 볼 수가 있게 되었다. 이 장치는 풍경의 유람에 제공되고 풍경이나 포트레이트(Portrate)의 포즈를 그리는 수단으로서 사용되고 있었다. 이 화상을 어떠한 방법으로서 정착시켜 기록하고자 하는 노력이 있었다. 1826년에 프랑스인 조제프 니세포어 니엡스(Joseph Nicéphore Niépce)가 금속판 위에 화상을 잡음으로써 세계에서 처음으로 화상을 정착시키는데 성공하였다. 그는 이것을 헬리오그래프 라 하였다. 이것은 광선에 노출되면 굳어지는 아스팔트의 일종인 유대 비투멘(bitumen of Judea)을 바른 백랍판 위에 만들어진 것으로, 빛에 노출된 비투멘은 굳어지고 노출되지 않아 부드러운 비투멘은 용해되어 없어지는 방법으로 만들어진 것이다.

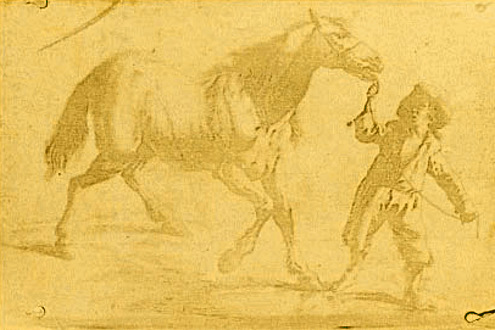
니엡스가 헬리오그래피 기법으로 만들어낸 그려낸 이미지. 참고로 이것은 헬리노그래피로 그려낸 것이지 결코 사진이 아니다. 왜냐하면 헬리오그래피 사진은 만드는데 오래 걸리기 때문에 동적인 장면은 찍지 못하기 때문이다.

한편 1831년에 루이 다게르(L.J.M.Daguerre, 1789-1851)는 옥화은판을 노출시킨 뒤 수은 증기에 쬠으로써 사진술의 기초원리를 발명하였다. 1837년에는 촬영, 현상, 정착의 프로세스를 완성하고 화상을 영구적으로 고정시켜 자기 스튜디오(studio)의 한 구석을 촬영하여 <예술가의 스튜디오>라 제목을 붙이고, 이 프로세스를 다게레오타입(daguerreotype)이라 이름붙였다. 같은 무렵 영국에서는 윌리엄 폭스 탈보트(W.H.Fox Talbot, 1800-1877)가 니에프나 다게르와 별개로 자연의 영상을 종이의 섬유 중에서 염화은을 만들어 레이스나 깃뿌리를 밀착 현상했다. 명암이 반대로 지음화(紙陰畵)로 되고, 이것을 원판으로 하여 몇 장이고 양화(陽畵)를 만들 수 있게 됐다. 이러한 실험들을 거쳐 1840년 6월에 탈보트는 현대 사진의 근본이 되는 기술을 발표하게 된다. 감광유제가 입혀진 종이를 잠상이 형성될 정도로만 노출을 한 다음 화학적 현상과정을 거치는 기술이었다. 그는 이를 캘로타입(calotype)이라 불렀다. 캘로타입은 복제성을 띤다는 점에서 다게레오타입과 달랐다. 그러나 캘로타입은 1839년 1월 7일 프랑스 과학아카데미에서 먼저 발표된 다게레오타입보다 늦은 1839년 1월 25일 영국 왕립기구에서 발표되었기 때문에 최초의 사진발명 선언이 되지 못하였다.
1851년 3월에는 프레드릭 스코트 아처(Frederick Scott Archer)에 의해 콜로디온 습판 방식이 도입되었다. 다게레오타입의 장점인 선명도와 캘로타입의 장점인 복제성을 갖고 있는 동시에 감광성도 좋았던 이 방식은 건판 방식이 도입되기 전까지인 1880년대 후반까지 널리 이용되었다.
1880년대 즈음에 새로운 젤라틴 유제가 개발되었고, 이를 이용해 롤필름을 만들어 낼 수 있었다. 조지 이스트만(George Eastman)은 이러한 기술을 이용해 '이스트만 아메리카 필름'을 생산해 내었다. 롤필름을 통하여 새로운 종류의 카메라를 만들 수 있었으며, 조지 이스트만은 1888년, 100장의 사진을 찍을 수 있는 필름이 들어있는 코닥 카메라를 내놓았다. 코닥은 "You push the button, we do the rest(버튼만 누르세요. 나머지는 알아서 작동할 것입니다)"라는 슬로건으로 사진의 대중화를 이끌어냈다.

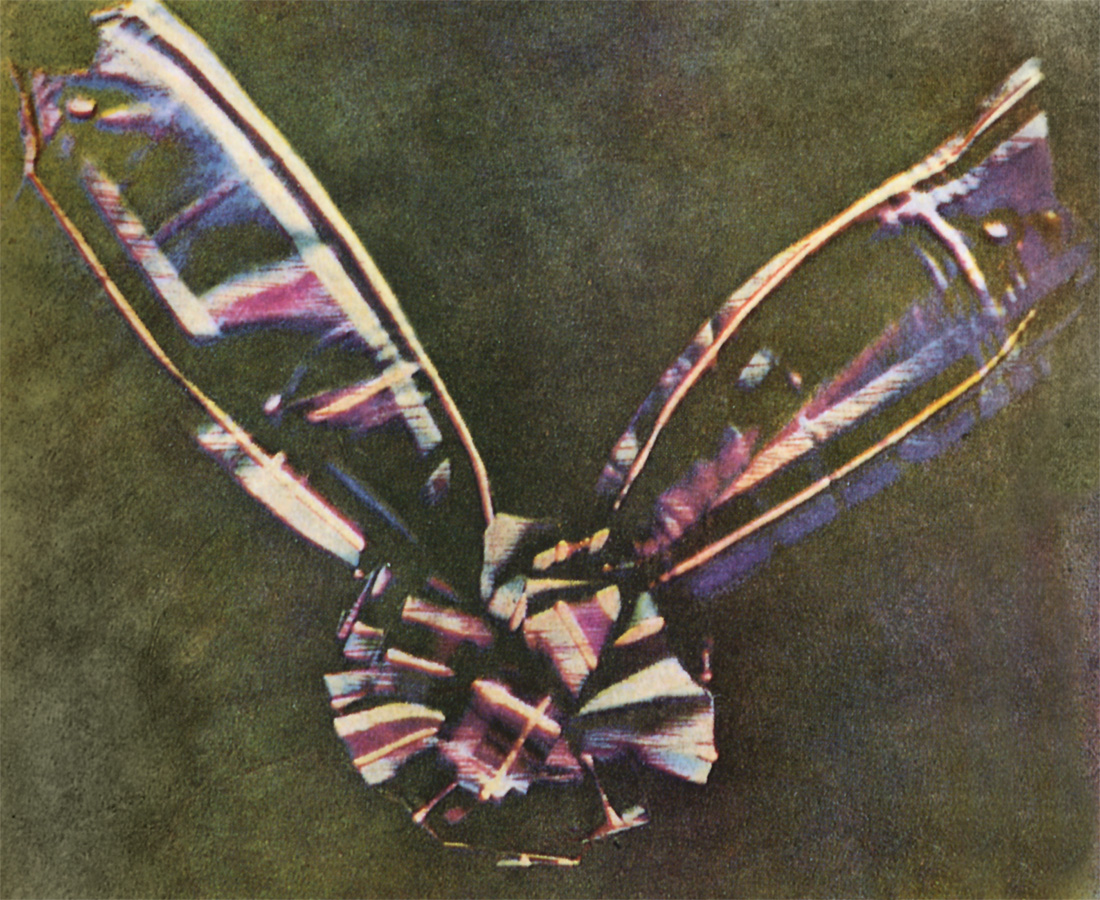
제임스 클럭 맥스웰이 1861년 만들어낸 최초의 컬러 사진.

1861년에는 영국의 물리학자 제임스 클럭 맥스웰(James Clerk Maxwell)이 타탄(tartan) 리본의 색을 재현해낸 최초의 컬러 사진을 만들어내었다. 컬러 사진의 대중화는 1928년에 코닥이 컬러 필름을 생산하면서 부터였다. 1969년에는 디지털 사진을 위한 전하결합소자(Charge-Coupled Device, CCD)가 AT&T 벨 연구소의 윌라드 보일과 조지 E. 스미스에 의해 발명되었다. 1975년에는 코닥의 엔지니어인 스티븐 사순이 100 x 100 픽셀 CCD를 장착해 "필름이 필요없는" 최초의 디지털 카메라를 발명하였다. 또 코닥은 1986년에 세계 최초의 140만 메가픽셀 이미지 센서를 발명하였으며, 1990년에는 전문 사진가를 겨냥하여 시장에서 구입이 가능한 디지털 카메라인 코닥 DCS(digital camera system, DCS)를 발매하였다.

## 장비
사진술에 필요한 여러 도구들 중 사진기와 사진 렌즈는 매우 중요하다. 사진사가 사진기와 사진 렌즈를 어떻게 다루는가에 따라 결과물인 사진이 전혀 다른 모습으로 나타나게 된다. 흔히 말하는 사진기는 필름 또는 촬상 소자를 지니고 있는 사진기 본체와 사진 렌즈가 합쳐진 것을 말한다. 일안 반사식 카메라(SLR)는 사진기 본체와 사진 렌즈가 분리되는 카메라의 대표적인 예이다. 포인트앤슛 카메라는 사진기 본체와 사진 렌즈가 분리되지 않는 카메라의 대표적인 예이다.

### 사진기
사진기는 사진을 찍는 기계로, 외부의 빛이 차단되는 공간을 만들고 그 공간에 원하는 만큼의 빛을 들어오게 하여 공간의 뒷쪽에 있는 필름이나 촬상 소자에 영상이 비치도록 하는 장치이다. 우리는 사진기를 이용하여 사진으로 만들려는 장면을 포착한 후 피사체에 선명하게 초점을 맞추며 사진이 너무 밝거나 어둡게 나오지 않도록 적절한 노출을 준다.
사진기에서 조작하게 되는 부분은 크게 셔터와 조리개이다. 이 두 가지를 조절함으로써 필름 또는 촬상소자에 도달하는 광선의 양을 조절하게 된다. 셔터는 셔터가 열려있는 시간에 의해서 광선의 양을 조절하는데, 열려 있는 시간의 양을 두 배로 늘리면 한 스톱 더 밝은 노출이 되고 반대로 시간의 양을 반으로 줄이면 한 스톱 어두운 노출이 된다,
사진기의 종류는 다음과 같다.
- 일안 반사식 카메라(SLR)
- 이안 반사식 카메라(TLR)
- 포인트앤슛 카메라
- 거리계 연동 카메라(RF)
- 뷰 카메라
- 디지털 카메라
- 디지털 일안 반사식 카메라(DSLR)

### 렌즈
인간에게 '빛'이란 시각의 기본적인 재료이다. 사진술에서는 이 빛을 카메라의 렌즈를 통해 통과시키는 과정에서 원하는 대로 변형시키며, 이 변형된 빛은 필름과 같은 사진 재료 위에 옮겨진다. 옮겨진 빛은 적절한 과정을 거쳐 '사진'이란 결과물을 만들어내며, 또 우리는 사진이란 결과물에서 반사된 빛을 받아들여 사진을 인식하게 된다.

바늘구멍 사진기의 원리. 피사체에서 반사된 빛은 카메라의 바늘구멍을 통해 적절히 걸러진다.

이러한 빛을 사진사가 원하는 대로 받아들이기 위해 사진 렌즈가 발명되었다. 피사체에서 반사되는 빛을 적절하게 받아들이기 위해서는 이러한 빛을 제한하는 도구가 필요하다. 바늘구멍 사진기는 아주 작은 구멍을 통해 빛을 제한적으로 받아들이며, 구멍 뒤편의 스크린에 뒤집힌 이미지를 맺히게 한다. 이렇게 함으로써 스크린에는 그냥 빛을 받아들일 때보다 좀 더 선명한 이미지가 맺히는 것이다. 그러나 이렇게 만들어진 이미지는 완벽하게 선명하거나 깔끔하지 않다. 이유는 바늘구멍을 통과한 빛의 다발이 점점 넓어지기(발산) 때문이다. 이렇게 빛이 발산되어버림으로써 스크린의 이미지가 희미해진다. 더 밝고 선명한 이미지를 만들기 위해서는 빛을 많이 받아들이면서도 빛을 한 점에 집중시킬 수 있어야 한다. 이를 위해 맑은 유리로 된 렌즈의 굴절을 이용하게 되었다.

### 컬러 사진 촬영

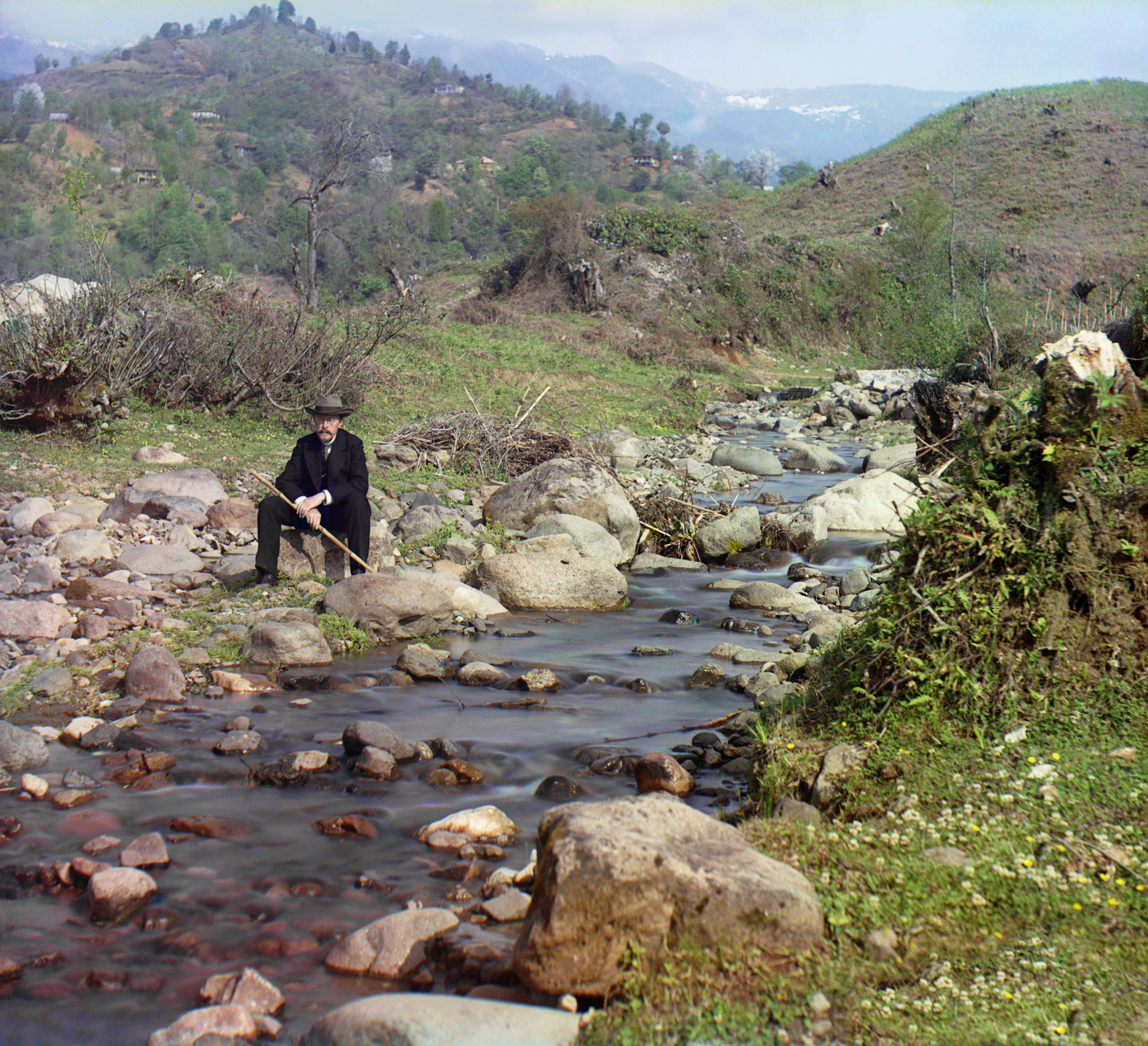
초기의 컬러 사진. 세르게이 미하일로비치 프로쿠딘 고르스키가 1915년에 촬영하였다.

### 그 외에 필요한 것들
- 필터
- 삼각대

## 종류

### 디지털 사진술
1975년에 코닥이 최초의 디지털 카메라를 발명하고, 1990년부터 디지털 카메라의 보급이 시작되면서, 사진술에는 많은 변화가 생겼다. 디지털 카메라에서 촬영된 이미지는 수백만 개의 미세한 광소자로 이루어진 CCD와 같은 고체 촬상 소자에 기록된다. 포착된 이미지는 즉각 이미지 파일이라고 부르는 전기적 신호로 읽혀 카메라 내부의 저장장치에 기록된다. 저장된 이미지 파일은 텔레비전이나 프린터 같은 출력장치로 바로 볼 수도 있으며, 컴퓨터로 내보내어 편집할 수도 있다. 컴퓨터로 이미지 파일이 보내진 경우에는 각종 이미지 편집 프로그램을 통하여 사진을 편집하며, 완성된 사진은 이미지 파일로 저장되어 모니터로 보거나, 원하는 용지에 출력할 수 있다.
디지털 사진술과 아날로그 사진술에는 많은 차이점이 있다. 첫째로, 디지털 사진은 아날로그 사진의 근간이었던 화학적인 요소가 더 이상 필요 없도록 하였는데, 디지털 사진에서는 필름이 아닌 이미지 센서를 사용하여 빛의 강도를 전기적 신호로 바꾼 후 디지털 이미지로 표현하기 때문이다. 그리고 아날로그 사진술에서는 필름을 현상하기 전까지는 촬영된 결과물을 알 수 없지만, 디지털 사진술에서는 촬영 후 바로 확인이 가능하며 이를 참고하여 재촬영을 할 수도 있다. 또 아날로그 사진술에서는 화학 약품등을 사용하여 필름의 현상, 사진의 인화 등 암실에서 일련의 작업을 해야 하지만, 디지털 사진술에서는 포토샵과 같은 이미지 파일 편집 프로그램을 이용하여 사진을 편집하고, 프린터를 이용하여 사진을 출력하게 된다. 뿐만 아니라 아날로그 사진은 네거티브나 슬라이드 필름을 통해 촬영된 결과물을 보존하게 되지만, 디지털 사진은 컴퓨터 파일 형태로 사진을 저장 및 보존하게 된다.

## 노출과 렌더링
- 감광 속도
- 조리개 값
- 노출
- 적목 현상
- 핀홀 카메라
- 렌즈 구경
- 색온도
- 촬영 각도
- 셔터 속도
- 존 시스템

## 기법
- 모션 블러
- 야간 촬영

### 카메라 각도
카메라 각도의 종류는 다음과 같다.
- 수평 앵글 : 수평 앵글은 사람의 눈 높이에 카메라를 두고 피사체를 촬영하는 방법으로 증명사진을 찍을 때 가장 일반적으로 사용된다. 이 방법은 피사체와의 관계가 대등한 경우나 평범한 관점에서 사물을 촬영할 때 널리 사용된다.
- 하이 앵글 : 하이 앵글은 카메라가 피사체의 위쪽에서 아래를 내려다보며 촬영하는 방법으로, 단체나 많은 군중을 표현할 때 일반적으로 사용된다.
- 로우 앵글 : 로우 앵글은 하이 앵글과 반대로 카메라가 피사체의 아래쪽에서 위쪽을 올려다보며 촬영하는 방법으로 거대한 건물을 표현할 때 적합한 방법이다. 특히 위엄있고 우월한 영웅적인 피사체를 표현하는 데 적합한 기법이다.
- OS 앵글 : OS(Over Shoulder) 앵글은 두 인물이 있을 경우 한 인물의 어깨를 걸쳐 그 너머에 있는 다른 피사체를 촬영하는 앵글로 두 피사체의 연계성을 표현하는데 적합한 방법이다. 흔히 두 인물이 대화하는 장면에서 많이 사용된다.

### 카메라 샷
카메라 샷의 종류는 다음과 같다.
- 익스트림 와이드 샷
- 와이드 샷
- 풀 샷
- 미디엄 샷
- 바스트 샷
- 클로즈업
- 익스트림 클로즈업

## 사진의 주제와 표현

### 풍경 사진
- 도시 사진

### 초상 사진
- 포트레이트
- 캔디드
- 신체 사진

### 순수 예술 사진
- 사진의 조작과 합성

## 같이 보기
- 사진
- 한국의 사진

## 주해
1. ↑  헬리오그래피(heliography)에서 helios는 태양을, graphos는 그림을 뜻한다.
2. ↑  캘로타입(calotype)은 그리스어로 아름답다는 의미의 kalos, 인상이라는 의미의 typos에서 따왔다.
3. ↑  스코틀랜드의 격자무늬 직물을 말한다.
4. ↑  필름을 사용하는 사진술의 경우, 필름의 입자인 할로겐화은이 빛을 받아 광화학 반응을 일으키는 현상을 이용하는데, 이를 뜻하여 '은염(silver halide) 사진술' 이라고도 한다.

## 참조 문헌과 자료
- 이 문서에는 다음커뮤니케이션(현 카카오)에서 GFDL 또는 CC-SA 라이선스로 배포한 글로벌 세계대백과사전의 〈사진술〉 항목을 기초로 작성된 글이 포함되어 있습니다.
- 바바라 런던, 존 업튼, 켄 코브레, 벳시 브릴 저, 최창호 역 (2006-01-23), 《사진학 강의》, 7판, 포토스페이스, ISBN 89-85511-83-1
- 마이클 랭포드, 안나 폭스, 리처드 S. 스미스 저, 장일암 역 (2009-03-10), 《랭포드의 사진 강의》, 8판, 북스힐, ISBN 978-89-5526-564-4
- 브라이언 피터슨 저, 김문호 역 (2006-10-27), 《뛰어난 사진을 위한 노출의 모든 것》, 청어람미디어, ISBN 978-89-89722-96-0
- 김범환, 하동환, 손영호, 이정범, 김유진, 노연숙, 박광열, 김영배, 최유정, 박정미 저 (2007-09-30), 《사진가를 위한 디지털 사진 A to Z》, 성안당, ISBN 978-89-315-4963-8
- 정인숙 저 (2002-04-01), 《존시스템》, 눈빛, ISBN 978-89-7409-503-1